# اد کورنی (بدنساز)
ادوارد چارلز کورنی (۹ نوامبر ۱۹۳۳ – ۱ ژانویه ۲۰۱۹)  یک بدنساز حرفه‌ای آمریکایی بود.